# Have Dash
Have Dash ([həv dæʃ] чит. «Хэв-дэш», ирон. от Have Gun — Will Travel, войсковой индекс не присваивался) — американская управляемая ракета класса «воздух—воздух» с низким коэффициентом радиолокационной заметности («стелс-ракета»). Предназначалась для ведения воздушного боя против советских истребителей четвёртого поколения. Была разработана Лабораторией вооружения ВВС США совместно с компанией Aeronutronic (подразделение корпорации Ford Aerospace) по заказу ВВС США.

## История
Разработка
Работы по проекту Have Dash стартовали с середины 1980-х гг. Научно-исследовательские работы велись в Лаборатории вооружения ВВС США в период с 1985 по 1988 годы. Проведенные НИР подтвердили принципиальную возможность создания ракет такого типа, но до стадии опытно-конструкторских работ дело не дошло, ограничившись чертежами и расчётами на бумаге, компьютерным моделированием тактических ситуаций воздушной обстановки. В 1989 году началась вторая стадия проекта под кодовым обозначением Have Dash II, имеющиеся материалы были переданы компании Loral Aeronutronic для проведения НИОКР по заданной тематике. Руководство проектом от компании-подрядчика осуществлялось Дейлом Вудсом. Лётные испытания ракет планировалось проводить используя в качестве самолётов-носителей тактические бомбардировщики F-111, в итоге эту роль отвели истребителям-бомбардировщикам F-16A.
Свёртывание проекта
Проект был свёрнут после серии испытательных пусков, приблизительно в 1992—1993 гг..

## Задействованные структуры
Список задействованных в проекте структур включал в себя
Частные исследовательские учреждения коммерческих структур
- Генеральный подрядчик — Loral Aeronutronic, Ньюпорт Бич, Калифорния;

Казённые исследовательские учреждения ВВС США
- Исследовательский директорат лаборатории вооружения ВВС США, Райт-Паттерсон, Огайо — координирующая инстанция, направляющая ход работ;
- Инженерный центр им. Арнольда, Арнольд, Теннесси; — стендовые (туннельные) аэродинамические испытания;
- 3246-е испытательное авиакрыло, Эглин, Флорида — лётные испытания.

## Устройство
Комплекс
Комплекс вооружения (weapon system) в целом включал в себя систему управления ракетным вооружением самолёта-носителя и интегрированное в неё пусковое устройство с ракетами. На приборной доске располагалась панель управления ракетами (Have Dash Control Panel, сокр. HDCP) с базовым набором кнопок и индикаторов, при помощи которых пилот или оператор бортового вооружения осуществлял захват целей и пуск ракет.
Ракета
Форма корпуса обеспечивала ракете хорошую обтекаемость и дополнительную подъёмную силу, что в сочетании с конфигурацией хвостового оперения и устойчивым к перегрузкам автопилотом, обеспечивало ракете высокую маневренность и возможность закладывать крутые повороты с перегрузкой до 50 g, в то время как потолком для конвенциональных управляемых ракет такого класса было значение 35 g. Для того, чтобы снизить до минимума коэффициент радиолокационной заметности ракеты для предотвращения обнаружения её в полёте советскими бортовыми станциями предупреждения о ракетном обстреле, оболочка корпуса ракеты была покрыта слоем радиопоглощающего композитного материала на основе графита. Этой же цели служила трапециевидная форма корпуса ракеты, плавно переходящего в конический обтекатель.

## Тактико-технические характеристики
Источники информации : 
 (приведенная информация отражает ТТХ второй модели ракеты Have Dash II)
Общие сведения
- Самолёт-носитель — F-15, F-16A, F-111 и аналоги
- Категории поражаемых целей — одиночные средства воздушного нападения типа «реактивный самолёт»
- Материал корпуса ракеты — графитовый композит

Система наведения
- Устройство наведения ракеты на цель — двухрежимная ГСН (АРГСН/ИК ГСН)
- Система управления ракетой в полёте — инерциальная навигационная система + автопилот

Зона обстрела
- Максимальная дальность до цели — 50 км

Аэродинамические характеристики
- Аэродинамическая компоновочная схема — нормальная
- Располагаемая перегрузка — до 50 g

Массо-габаритные характеристики
- Длина — 3600 мм
- Масса — 180 кг

Боевая часть
- Тип БЧ — осколочно-фугасная
- Тип предохранительно-исполнительного механизма — дистанционного действия, радиолокационный, срабатывание на объём

Двигательная установка
- Тип ДУ

- Have Dash I — ПВРД
- Have Dash II — РДТТ, Rocketdyne MK 58 MOD 5

## Комментарии
1. ↑  Газетное объявление от устраивающегося на работу ганфайтера (вольного стрелка) периода Дикого Запада в телеграфном стиле: «Вооружён, готов к командировкам». Have Dash в данном случае: «Разудалый, готов к командировкам».